# Анита Кулчар
Анита Кулчар (мађ. Kulcsár Anita; р. 2. октобар 1976. у Серенчу, Мађарска — † 19. јануар 2005. Пустасаболч, Мађарска) је бивша мађарска рукометашица који се такмичила за репрезентацију Мађарске на Олимпијади у Сиднеју 2000. и Олимпијади у Атини 2004., и такође је освојила једно сребро на светском и једно злато и две бронзе на европским првенствима.

## Спортска биографија
Своју спортску рукометну каријеру Анита Кулчар је започела у Келчеју из Њиређхазе (Nyíregyházi Kölcsey), а после је наставила у Ђер Ето (Győri Audi ETO KC) из Ђера, Корнекси Алкоа (Cornexi-Alcoa) из Секешфехервара и Дунафер (Dunaferr NK) из Дунаујвароша.
Своју прву утакмицу за рукометну репрезентацију Мађарске, Анита је одиграла 23. новембра 1996. године у Араду против Румуније. Резултат је био 33:27 за Мађарску.

## Смрт
Анита Кулчар је погинула у саобраћајној несрећи 19. јануара 2005. године возећи свој ауто марке Голф, на ауто-путу између градова Пустасаболч и Веленце.

## Признања
- По избору Међународне рукометне федерације за ИХФ играчицу године је изабрана 2004. године.
- ЕХФ КУП финалиста (2002/2003)
- Шампион Мађарске
- Победник мађарског Купа